# فيليبي هنريكي جوزيه دوس سانتوس
فيليبي هنريكي جوزيه دوس سانتوس هو لاعب كرة قدم برازيلي في مركز الهجوم، ولد في 8 يوليو 1993 في اراراكوارا في البرازيل. لعب مع لوخ إينيرجيا فلاديفوستوك ونادي سبارتاكس يورمالا.

## وصلات خارجية
- فيليبي هنريكي جوزيه دوس سانتوس على موقع قاعدة بيانات كرة القدم.إي يو (الإنجليزية)
- فيليبي هنريكي جوزيه دوس سانتوس على موقع Soccerway.com (الإنجليزية)